# Giải bóng đá hạng nhất quốc gia Bỉ 1907–08
Đây là thống kê của Giải bóng đá hạng nhất quốc gia Bỉ mùa giải 1907-08.

## Tổng quan
Giải có sự tham gia của 10 đội, và Racing Club de Bruxelles giành chức vô địch.

There was no releBBtion, as the First Division was extended the following season from 10 clubs to 12.

## Bảng xếp hạng
| Vị thứ | Đội bóng                  | St | T  | H | B  | BT | BB | Đ  | HS  | Ghi chú |
| ------ | ------------------------- | -- | -- | - | -- | -- | -- | -- | --- | ------- |
| 1      | Racing Club de Bruxelles  | 18 | 17 | 1 | 0  | 73 | 12 | 35 | +61 |         |
| 2      | Union Saint-Gilloise      | 18 | 15 | 0 | 3  | 68 | 17 | 30 | +51 |         |
| 3      | F.C. Brugeois             | 18 | 12 | 2 | 4  | 58 | 26 | 26 | +32 |         |
| 4      | Beerschot                 | 18 | 9  | 1 | 8  | 41 | 45 | 19 | -4  |         |
| 5      | Daring Club de Bruxelles  | 18 | 9  | 0 | 9  | 58 | 35 | 18 | +23 |         |
| 6      | Antwerp F.C.              | 18 | 8  | 2 | 8  | 30 | 42 | 18 | -12 |         |
| 7      | F.C. Liégeois             | 18 | 3  | 3 | 12 | 25 | 57 | 9  | -32 |         |
| 8      | S.C. Courtraisien         | 18 | 3  | 3 | 12 | 29 | 69 | 9  | -40 |         |
| 9      | Léopold Club de Bruxelles | 18 | 2  | 4 | 12 | 25 | 70 | 8  | -45 |         |
| 10     | C.S. Brugeois             | 18 | 2  | 2 | 14 | 23 | 57 | 6  | -34 |         |